# Список графов де Руси

## Первые
ок. 950—967: Рено де Руси, граф Руси и Реймса († 967):
жена — Альберада, дочь Жильбера, герцога Лотарингии и Герберги Саксонской (она вторично вышла замуж за короля Франции Людовика IV).
967-ок. 1000: Жильбер Руси, граф Руси и виконт Реймса (†ок. 1000), сын Рено:
Ни в одном документе той эпохи не упоминается об отношениях между Жильбером и его преемником Эблем I. Долгое время считалось, что Эбль де Руси был сыном Жильбера и дочери Вильгельма III, герцога Пуатье. Недавнее исследование предложило другую теорию: Эбль I де Руси был сыном Эбля де Пуатье (который сам был сыном Вильгельма IV, герцога Пуатье, и Эммы де Блуа) и дочери Обри II, графа Макона, и Эрмантруды де Руси, сестры Жильбера де Руси.
ок.1000-1033: Эбль I де Руси, граф Руси и архиепископ Реймса (1021—1033):
жена — Беатриса де Эно, дочь Ренье IV, гр Эно, и Хедвиге, дочери Гуго Капета.

## Дом Мондидье
- 1033—1063: Хильдуин, граф Рамерупт и Руси, зять Эбля I; в 1031 году женился на Аликс де Руси (ок. 1020—1062), дочери Эблеса I.

- 1063—1103: Эбль II, сын Хильдуинa, женился на Сибилле де Отвиль, дочери Роберта Гвискара, герцога Апулийского.

- 1103—1160: Гуго I, сын Эбля II, женился на Рихильдис фон Штауффен, дочери Фридриха I, герцога Швабского.

- 1160—1180: Гвискар, сын Гуго I, женился на Элизабет де Марей, даме де Невшатель-сюр-Эн.

- 1180—1196: Рауль I, сын Гвискара, женился на Изабелле де Куси, дочери Рауля I, сеньора де Куси; их единственным ребенком была дочь, которая стала монахиней.

- 1196—1200: Иоанн I, брат Рауля I, женился на Беатрисе де Виньори; законных детей не имел.

- 1200—1205?: Ангерран, зять Рауля I.

## Дом Пьерпонов (Герб:Красный вождь с отступом Золотой.)
- 1205—1251: Иоанн II, внук графа Гвискара по линии матери (его сестры Элизабет, виконтессы Марёйской, x маршала Робера де Куси-Пиньона, без потомства):

Первая жена — Изабелла де Дре, дочь Роберта II и Иоланды де Куси (сестре Изабеллы / Мелиссанды, жены Рауля I выше);
Вторая жена — Жанна де Дампьер (?);
Третья жена — Мари де Даммартен († 1279), дочь Симона, графа Омаля и Мари, графини Понтье (племянницы Филиппа Огюста)
- 1251—1271: Иоанн III, сын Иоанна II и Мари Даммартен (сестра Иоанна III, x Жан де Гарланд, сир де Поссес):

женат на Изабель де Меркёр, дочери Беро VIII x Беатрис де Бурбон-Дампьер.
- 1271—1304: Иоанн IV, сеньор Пьерпона и виконт Марёй (убит 18 августа 1304 года в битве при Монс-ан-Певеле), сын Иоанна III:

женат на Жанне де Дре, сеньоре Ла-Сюз, дочери Роберта IV, графа Дрё и Брена, и Беатрисы, графини Монфор и сеньоре Ла-Сюз.
- 1304—1346: Иоанн V (убит 26 августа 1346 года в битве при Креси), отказался от герба дома Пьерпонов в пользу Синего льва на золотом поле (Герб: Или лев в лазурных доспехах и томных красных львах). Эбль I, родовой граф Руси, также носил Синего льва→ Братья и сестры: Беатриса де ла Сюз, x Амори III де Краон; и Мария, x Жан II де Шатовиллен :

жена — Маргарита де Боме (Бомье, Боме, Боме), сеньора Блезона, Шемилье, Миребо и Монфокона (скорее всего, де-ан-Берри, а не Монфокона), вероятно дочь Маргариты де Немур — Вильбеон и Тибо (II) Младшего, сына Роберта IV де Бомье и его второй жены Иоланды де Мелло (следует отличать от его единокровных братьев и сестры, детей Роберта IV де Бомье x 1-й Матильды / Маго де Деоль, внучатой племянницы Рауля VI де Деольс-Шатору: Маргариты, x 1 ° Людовика I Боже-Монферрана и x 2 ° Генриха III де Сюлли; Робер де Бомье; Тибо (Ier) Старшего).
- 1346—1364: Роберт II, сын Иоанна V:

жена — Мария д’Энгиен, дочь Готье II д’Энгиенского, рыцаря, сеньора Энгиенского, адвоката Тюбиза.
- 1364—1370: Изабелла Пьерпонская, дочь Роберта II, вышла замуж за Людовика Фландрского-Намюрского, сына Иоанна I, без потомства.

Изабелла продала Руси Людовику I Анжуйскому в 1370 году, но ее дядя Симон де Пьерпон заявил о своем праве на лишение права выкупа и подал в суд на Парижский парламент, чтобы получить графство. Судебный процесс длился 20 лет и завершился в его пользу.
- 1370—1384: Людовик I Анжуйский, герцог Анжуйский, сын Иоанна II Французского.
- 1384—1390: Людовик II Анжуйский, сын предыдущего графа.

- 1390—1392: Симон де Пьерпон, сын Жана V, граф Брейна и Руси после смерти своей племянницы Изабеллы.

→ Братья и сестры графов Симона и Роберта II: Гуго де Пьерпон, Видам Ланский по браку с Мари де Класи-э-Тьерре / Класи; Беатриса, x Людовик II Сансерский < Жан III Сансерский, и Людовик Сансерский, маршал Франции и коннетабль Франции; Жанна де Блезон и Шемелье (Шемилье) и Великий Панетье и маршал Франции Карл I Монморанси.
женат на Марии из дома Шатийон, дочери Гуго де Пон-Арси / Понтарси и внучке коннетабля Франции Гоше V де Шатийон.
- 1392—1395: Гуго II Пьерпон, сын предыдущего графа:

→ Братья и сестры: Жан Руси, епископ Лана в 1386—1419; Маргарита x 1 ° Гоше V де Нантей-ла-Форе (в Монтань-де-Реймс) и x 2 ° Роберт III де Куси-Пинон, правнук маршала Роберта (еще по одному браку с Элизабет Руси, виконтессой Марей); Мария, x Жак д’Энгиен-Гавр: бабушка и дедушка по материнской линии Жана де Дюнуа.
женат на Бланш де Куси-леди Анкр, Байёль-ан-Вимё, Ла Ферте-Гоше и Монмирель, внучке Вильгельма де Куси.
→ Их дочери Маргарита, леди Альберт, и Бланш де Руси-Пьерпон, вышли замуж соответственно: в 1403 году за Томаса III дель Васто, маркиза Салуццо (отсюда Джованна, дама д’Энкр, жена Ги IV де Клермон-Нель); и в 1414 году за Людовика I Бурбон-Вандомского, графа Вандомского, Великого магистра Франции.
- 1395—1415: Жан VI де Пьерпон, сеньор замка Монмирай (убит 25 октября 1415 года в битве при Азенкуре), сын предыдущего графа.

→ Его сестра Жанна, x Франсуа д’Альбре, отец Сент-Базея († 1435), двоюродный брат коннетабля Карла I д’Альбре, Бернара Эзи IV—V д’Альбре.

## Дом Сарребрюк
- 1415—1459: Жанна де Пьерпон-Руси, дочь Жана VI, вышла замуж в 1417 году за Роберта I Саарбрюккен-Коммерси (Роберта III), дамуазо де Коммерси -Шато-О и сеньора Лувуа († 1460):

Единственная дочь, Жанна де Пьерпон, передала графства Руси и Брен своему мужу Роберту Саарбрюккен — Коммерси. У них были дети Иоанн VII Саарбрюккен-Коммерси; Амэ II Саарбрюккен-Коммерси; Мария, дама де Байёль, х Жан II де Мелен д’Антуан, д’Эпиной, лорд Гента; и Жанна x Кристоф де Барбенсон-Жомон, лорд Кани.
- 1459—1492: Иоанн VII Сарребрюк-Коммерси, сын предыдущих, стал графом Руси по дару, сделанному ему его матерью при условии, что он будет носить имя и герб Руси, женился на Екатерине Орлеанской -Лонгвиль, дочери Дюнуа, умер без законных детей (но оставил двух родных детей: Людовика, сеньора де Сиссонна, и Маргариту).
- 1492—1504: Роберт II Саарбрюккен-Коммерси (Роберт IV), племянник предыдущего, сын Амэ II Саарбрюккен-Коммерси и Гийметт Люксембург-Линьи, дочери Тибо, сеньора де Файна; внук Жанны де Пьерпон х Роберта I/III выше:

женат на Мари де Шомон д’Амбуаз, даме де Риси, дочери Карла I и племяннице кардинала д’Амбуаз. У них был сын Амэ III из Саарбрюккен-Коммерси; и три дочери: Филипп (де Коммерси и Монмирай; жена Шарля де Силли, лорда Рошфора, Оно и Ла Рош-Гийон); Екатерина (де Руси; жена Антуан де Руа); и Гийметта (де Брен; жена Роберта III де Ла Марка, герцога Бульонского.
- 1504—1525: Аме III Саарбрюккен-Коммерси, сын предыдущего, женился в 1520 году на Рене де ла Марк, дочери Гийома д’Эгремона и внучке Санглье де Арденн, у них был только один сын, Робер, умер в младенчестве. Когда Аме III умер, три его сестры разделили его наследство: Филипп / Филиппина (х Шарль де Силли) получили Коммерси-Шато-О, Энвиль, Монмирай, Лувуа; Екатерина: Руси и Пьерпон; Гийметт (x Роберт III де Ла Марк): Брэн, Понтарси, Ла Ферте-Гоше, Невшатель.

## Дом Ройе
- 1525—1542: Екатерина Саарбрюккенская, сестра Аме III Саарбрюккен-Коммерси и дочь Роберта II Саарбрюккен-Коммерси, вышла замуж в 1505 году за Антуана де Руа († 1515).
- 1542—1551: Карл I де Руайе, сын предыдущего графа, женился на Мадлен де Майи, даме де Конти. Их дочь Элеонора, дама де Конти, x Людовик I, принц Конде: отсюда и следующие принцы Конде и Конти.

## Дом Ларошфуко
- 1551—1572: Шарлотта де Руайе (1537—1572), дочь предыдущего и сестра Элеоноры де Конти,

вышла замуж в 1557 году за Франсуа III, графа Ларошфуко (1521—1572) (Франциск I, граф Руси; от 1 °x с Сильвией Пик де Ла Мирандоль, от которой произошли Франциск IV и последующие графы, затем герцоги Ларошфуко до 1762 года).
- 1572—1589: Жозюэ де Ларошфуко-Руайе, † 1589, старший сын вышеупомянутых, без брака.
- 1589—1605: Карл II де Ларошфуко-Руай (1560—1605), младший брат предыдущего,

женился в 1600 году на Клод де Гонто-Бирон, † 1617, дочери маршала Франции Армана.
- 1605—1680: Франсуа II—I де Ларошфуко-Руа (1603—1680), сын Карла II де Ларошфуко-Руай,

В 1627 году женился на Жюльенне Екатерине де Латур д’Овернь, дочери Анри де Латур д’Овернь и Елизаветы Нассауской, дочери Вильгельма Молчаливого.
- 1680—1690: Фредерик-Шарль де Ларошфуко-Руа (около 1633—1690), сын Франсуа II—I,

жена с 1656 — его кузина Элизабет де Дюрфор де Дюрас, внучка Анри де Латур д’Овернь, дочери Ги-Альдонса I и сестре Жака Анри де Дюрфора,
- 1690—1721: Франсуа III—II де Ла Рошфуко-Руай (1660—1721), сын Фредерика-Шарля. → Её младший брат Шарль, граф де Бланзак (1665—1732), x 1691 Мария-Генриетта д’Алуаньи сделала герцогов Эстисак, затем Лианкура, затем Ла Рошфуко с 1792 года; их младший брат Луи (1672—1751) сделал маркизов Руайе и Ла Ферте-су-Жуар, герцогов Анвиля, затем Ла Рошфуко в 1762—1792 годах:

В 1689 году женился на Екатерине-Франсуазе д’Арпажон (1670—1716), дочери герцога Людовика и Екатерины-Генриетты д’Аркур де Бёврон, наследнице герцогства-пэра Арпажон с 1672 года.
- 1721—1725: Франсуа IV—III де Ларошфуко-Руа (1689—1725), сын Франсуа III—II,

женился в 1711 году на Маргарите-Элизабет Гюге де Семонвиль, † 1735 → их младшая дочь Франсуаза-Полин, мадемуазель де Руа (1723- гильотинирована в 1793/1794), x 1740 маршал Луи-Антуан, герцог Гонто-Бирон (1701—1788).

## Дом Бетюн
- 1725—1784: Марта-Элизабет де Ларошфуко, мадамазель де Руси (1720—1784), старшая дочь предыдущей:

вышла замуж в 1737 году за Франсуа Жозефа де Бетюна (1719-† 1739) 17 лет, маркиза д’Ансени.
- 1784—1789: Арман-Жозеф де Бетюн (1738 † 1800), маркиз де Шарост,

жены: 1я с 1760 г. Луиза-Сюзанна Эдме Мартель, дама Фонтен-Мартель и Фонтен-Больбек (в Больбеке). Их 2й сын Арман-Луи Франсуа Эдме (1770 г. — гильотинирован в апреле 1794 г.);
2я с 1783 г. — Генриетта Аделаида дю Буше де Сурш, без потомства.
Он последний, кто носил наследственный титул графа Руси. В 1767 году он продал свой титул очень дальнему родственнику, Жаку Анри Саломону Жозефу де Руси (1747—1814), лорду Манре (его семья также владела Термом и Марво поблизости), от Гуго де Тосни и дю Буа, младшего брата графа Роберта Гвискара, выше, известного как граф Руси, фельдмаршала и полковника кавалерийского полка королевы, мужа Мари Перрин де Скепо, но умершего без потомства в 1814 году.